# Unni Alcioni

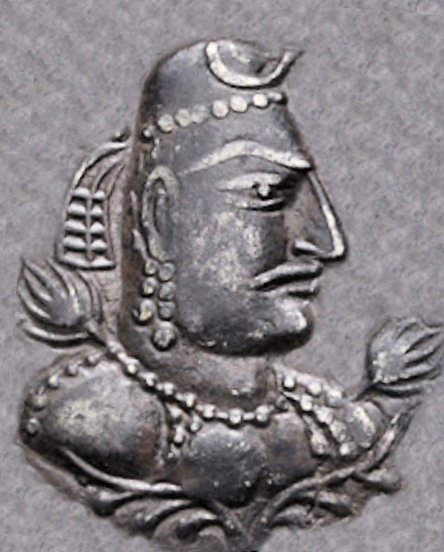
Ritratto del sovrano Khingila, da moneta

Gli Unni Alcioni, chiamati anche Unni Alchon, (in battriano: αλχον(ν)ο Alchon(n)o), noti anche come Alchono, Alxon, Alkhon, Alkhan, Alakhana e Walxon) erano un popolo nomade che si insediò in Asia centrale e meridionale tra il IV e il VI secolo, creando dei propri domini. Le fonti più antiche riferiscono che si stanziarono nel Paropamiso, espandendosi poi a sud-est, nel Punjab e nell'India centrale, fino a Kausambi. L'invasione degli Unni Alcioni del subcontinente indiano causò il crollo degli Unni Kidariti, i quali li avevano preceduti di circa un secolo, e contribuì alla caduta dell'Impero Gupta, ponendo in un certo senso fine all'India classica.
L'invasione dell'India da parte dei popoli Hunas avvenne in seguito alle invasioni del subcontinente nei secoli precedenti da parte degli Yavana (indo-greci), dei Saci (indo-sciti), dei Palava (indo-partici) e dei Kushana (Yuezhi).
Gli Unni Alcioni sono stati a lungo ritenuti riconducibili agli Eftaliti o considerati il loro ramo orientale, ma ad oggi gli studiosi tendono a giudicarli un popolo a sé stante.
I nomi dei re alcioni sono noti grazie alla loro ampia monetazione, ai resoconti buddisti e a numerose iscrizioni commemorative rintracciate in tutto il subcontinente indiano.

## Storia

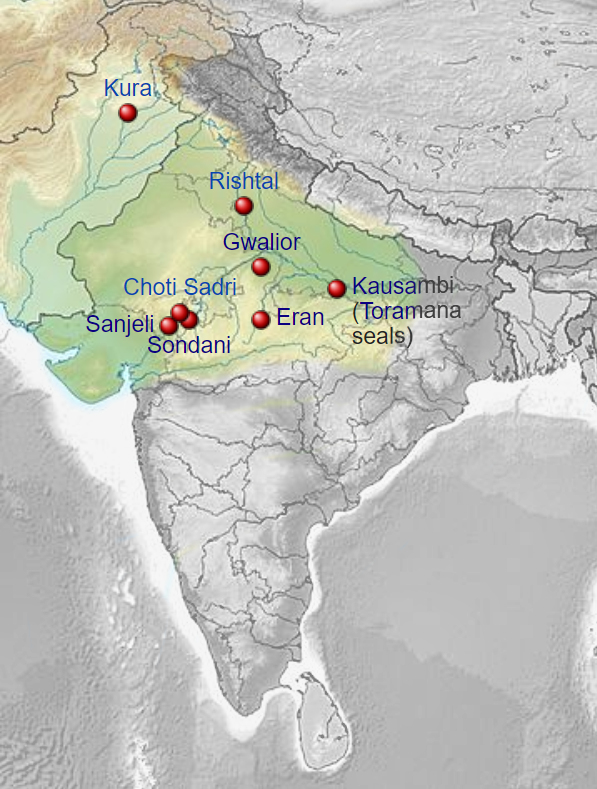
Distribuzione degli Unni Alchon in India

Gli Unni Alcioni sono uno dei gruppi dei cosiddetti "Unni iraniani", i quali molto probabilmente non avevano un legame diretto con gli Unni in Europa. Il termine "Unni iraniani" risale alle ricerche numismatiche compiute da Robert Göbl. Göbl ha ipotizzato quattro gruppi in base agli studi condotti sulle monete: i Kidariti, il gruppo degli Alcioni, il gruppo Nezak e, infine, gli Eftaliti.
Pare che gli Unni Alcioni attraversarono l'Hindu Kush verso la fine del IV secolo, soppiantando i Kidariti e riuscendo a stabilire un dominio locale. Sulla base delle informazioni storiche disponibili, la coniazione persiana a Kabul cessò fino all'epoca di Sapore III. La zecca di Kabul fu apparentemente fatta propria dagli Unni Alcioni; questo mutamento negli equilibri geopolitici si rivelò un duro colpo per i Sasanidi, poiché si trattava di una zecca centrale.
I dettagli relativi al periodo storico successivo non sono chiari. Dopo la metà del V secolo, tuttavia, gli Unni Alcioni riuscirono forse a estromettere i Kidariti dal Gandhara e ad assumere il dominio pure lì; l'ultima legazione Kidarita in Cina settentrionale è attestata per l'anno 477. Dopo i conflitti con i governanti indiani più periferici alla fine del V secolo (sembra che l'influenza degli Unni Alcioni si fosse estesa fino a Taxila già in quel periodo), gli Unni Alcioni spostarono in gran parte il loro dominio nella regione indiana nord-occidentale all'inizio del VI secolo.
Nelle ricerche recenti, il popolo degli Alcioni viene spesso equiparato agli invasori descritti in maniera generica nelle fonti indiane come Hunas ("Unni"), i quali avanzarono nell'India settentrionale intorno al 500. Il problema è che le fonti indiane forniscono resoconti poco dettagliati, motivo per cui non è quindi del tutto chiaro a quali gruppi degli "Unni iraniani" appartenessero questi invasori. Resta comunque verosimile ritenere che gli Unni Alcioni menzionati anche da Procopio di Cesarea e gli Eftaliti veri e propri fossero distinti. Sebbene a volte si sia ipotizzato che questi Unni corrispondessero ai già citati Eftaliti, tale ricostruzione non risulta predominante.
Gli Unni Alcioni, sotto il loro sovrano Toramana, avanzarono nell'Impero Gupta all'inizio del VI secolo. Il dominio dei Gupta crollò di fatto sotto gli attacchi degli Hunas, da intendersi quindi quali Unni Alcioni, e i resoconti indiani descrivono dettagliatamente la devastazione. A Toramana succedette (probabilmente intorno al 515) il figlio Mihirakula, che morì intorno al 540/550. Mihirakula, che pare fosse un credente di Shiva, represse i seguaci del buddismo e viene dipinto in modo estremamente negativo nelle fonti indiane; talvolta lo si è addirittura considerato l'"Attila dell'India".
Tuttavia, i ritrovamenti archeologici indicano che gli Unni Alcioni fondarono anche diversi santuari e non si comportarono esclusivamente alla stregua di razziatori e distruttori. Mihirakula subì alcune battute d'arresto e fu sconfitto nel 528 da Yasodharman, sovrano di Malwa, oltre che dal sovrano Gupta Baladitya di Magadha. Mihirakula spostò il centro del suo dominio nel Kashmir, dove gli Alcioni riuscirono a resistere per qualche tempo. Dopo il successivo crollo del dominio degli Unni Alcioni in India, le parti rimanenti potrebbero essere migrate di nuovo in Battriana; ciò è suggerito da un gruppo di monete miste Alkhon-Nezak, che indicano almeno una certa fusione dei due gruppi. A seguito di questi eventi, qualsiasi traccia o testimonianza relativa agli Alcioni risulta perduta.

## Caratteristiche fisiche
Gli Unni Alcioni sono generalmente riconosciuti per il loro cranio allungato, risultato di una deformazione artificiale del cranio che potrebbe aver rappresentato la loro "identità corporativa". I teschi allungati appaiono chiaramente nella maggioranza dei ritratti dei sovrani nella monetazione degli Unni Alcioni, e in modo più evidente sulla moneta di Khingila. Tali teschi allungati, da cui evidentemente traspariva un senso di orgoglio, li distinguevano da altri popoli, allo stesso modo dei loro predecessori Kidariti. Sulle loro monete, gli spettacolari teschi andarono a sostituire le corone di tipo sasanide che erano correnti nella monetazione della regione. Questa pratica è nota anche presso altri popoli delle steppe, in particolare gli Unni, e fino all'Europa, dove fu introdotta dagli stessi Unni.
Secondo altri dati etnografici, gli Unni Alcioni solitamente non portavano la barba, malgrado spesso i baffi, una caratteristica questa in netto contrasto con il prototipo dell'Impero sasanide, che era generalmente barbuto. L'aspetto emblematico degli Unni Alcioni sembra essersi diffuso capillarmente nell'area, come dimostra la raffigurazione dell'eroe iraniano Rostam, con un cranio allungato nel suo murale del VII secolo a Panjikent.

## Sovrani
- Khingila  (c. 430 – 490)
- Javukha/Zabocho (V - VI secolo)
- Mehama  (c. 461 – 493)
- Lakhana Udayaditya (c. 490)
- Aduman
- Toramana (c. 490 – 515)
- Mihirakula (c. 515 – 540)
- Toramana II (c. 530 – 570)
- Pravarasena (c. 530 – 590)
- Gokarna (c. 570 – 590)
- Narendraditya Khinkhila (c. 590 – 630)
- Yudhishthira (630-670)